# Mindy McCready
Mindy McCready (30. listopadu 1975 Fort Myers, Florida, USA – 17. února 2013 Heber Springs, Arkansas, USA) byla americká country zpěvačka. Svou kariéru zahájila v roce 1995, o rok později vydala první album nazvané Ten Thousand Angels, které získalo dvě platinové desky. Později vydala další čtyři studiová alba.
V roce 2013 spáchala sebevraždu.